# كيتا يوشيأوكا
كيتا يوشيأوكا (باليابانية: 喜岡 佳太) (مواليد 5 أكتوبر 1997) هو لاعب كرة قدم ياباني.

## وصلات خارجية
- كيتا يوشيأوكا على موقع رابطة كرة القدم اليابانية للمحترفين (اليابانية)
- كيتا يوشيأوكا على موقع قاعدة بيانات كرة القدم.إي يو (الإنجليزية)
- كيتا يوشيأوكا على موقع Soccerway.com (الإنجليزية)
- كيتا يوشيأوكا على موقع عالم كرة القدم.نت (الإنجليزية)